# Đài thiên văn dưới milimet CalTech
Đài thiên văn dưới milimet CalTech (CSO) là kính viễn vọng bước sóng đường kính dưới milimet với đường kính 10,4 mét (34 ft) nằm dọc theo Kính thiên văn James Clerk Maxwell (JCMT) tại Đài thiên văn Mauna Kea. Nó đã tham gia vào thiên văn học dưới milimet, của dải bức xạ terahertz. Kính thiên văn này đã đóng cửa vào ngày 18 tháng 9 năm 2015. Kể từ tháng 4 năm 2019, kính viễn vọng sẽ được tháo dỡ và địa điểm của nó được khắc phục trong tương lai gần như là một phần của Kế hoạch quản lý toàn diện Mauna Kea.

## Lịch sử
CSO và JCMT đã được kết hợp để tạo thành giao thoa kế dưới milimet đầu tiên. Thành công của thí nghiệm này rất quan trọng trong việc thúc đẩy việc xây dựng Mảng dưới milimet và Máy đo giao thoa kế Atacama Large Millimet Array.

### Ngừng hoạt động
Để có được giấy phép xây dựng dự án Kính viễn vọng Ba mươi mét tại Mauna Kea, Đại học Hawaii đã phải cam kết đóng cửa và tháo dỡ ba đài quan sát hiện có trên núi. Ba đài quan sát được chọn là CSO, UKIRT và kính viễn vọng Hoku Keʻa. Hai kính viễn vọng bổ sung cũng phải được gỡ bỏ vào năm 2033, nhưng chúng chưa được chọn kể từ ngày 1 tháng 4 năm 2019.
Vào ngày 30 tháng 4 năm 2009, Caltech đã công bố kế hoạch ngừng hoạt động CSO, chuyển giao nghiên cứu đang diễn ra cho Kính viễn vọng Cerro Chajnantor Atacama thế hệ tiếp theo (CCAT) ở Chile. Các kế hoạch kêu gọi CSO bị dỡ bỏ, bắt đầu vào năm 2016, với trang web của nó đã trở lại trạng thái tự nhiên vào năm 2018. Sự chậm trễ trong quá trình đánh giá và cho phép môi trường đã dẫn đến việc hoãn việc loại bỏ kính viễn vọng. Vào ngày 24 tháng 1 năm 2019, Robert McLaren, Giám đốc lâm thời của Viện Thiên văn học thuộc Đại học Hawaii, đã đưa ra một bản cập nhật cho các nhà lập pháp tiểu bang và đề nghị việc cho phép sẽ được hoàn thành vào năm 2019 với việc tháo dỡ và gỡ bỏ mất một năm hoặc ít hơn.
Lần quan sát cuối cùng từ kính viễn vọng được thực hiện vào ngày 8 tháng 9 năm 2015 và là của Orion KL.

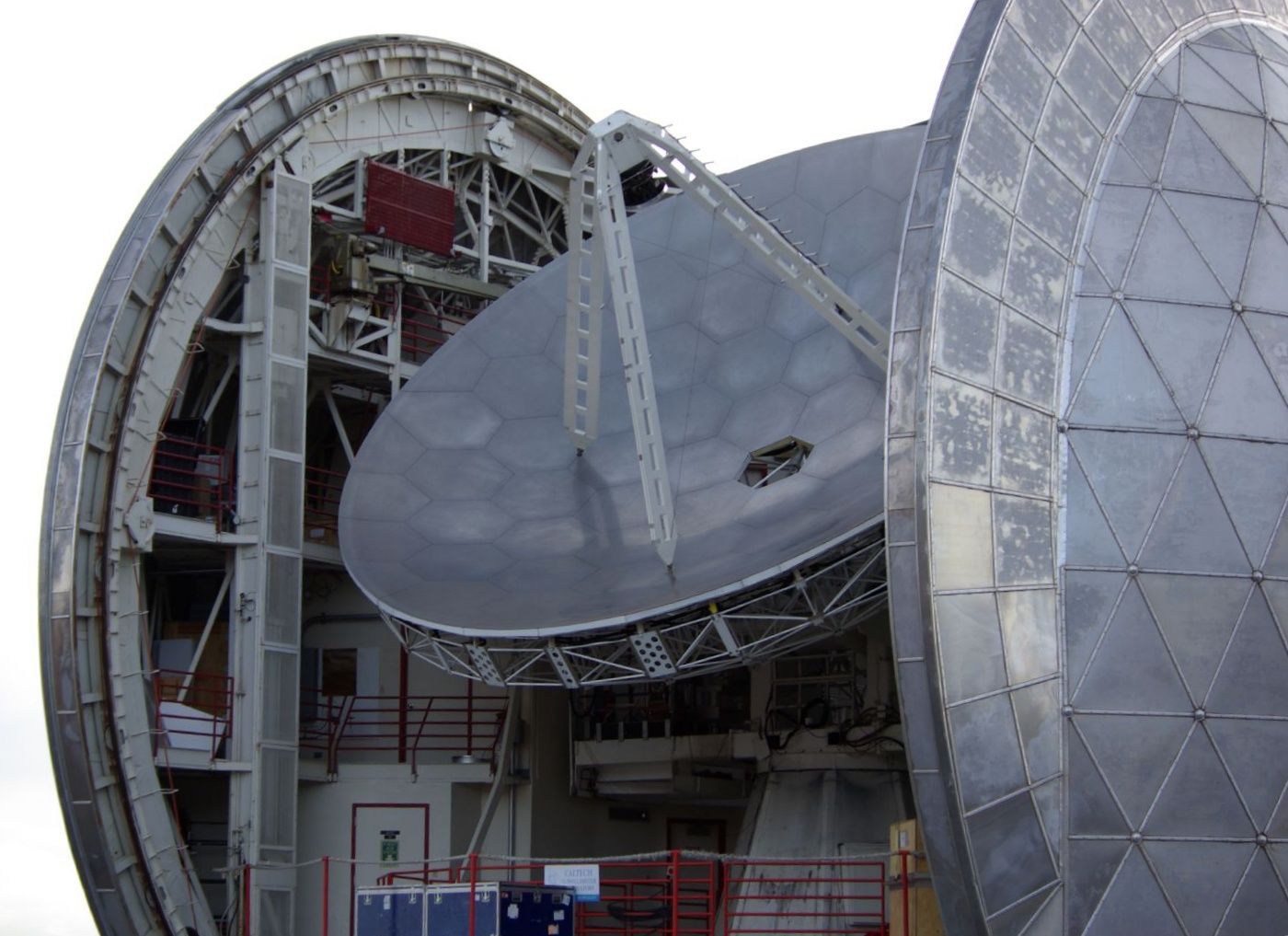
Đài thiên văn dưới milimet Caltech.